# Arnsdorf (Sasko)
Arnsdorf (hornolužickosrbsky Warnoćicy) je obec v německé spolkové zemi Sasko. Nachází se v zemském okrese Budyšín v blízkosti města Radeberg asi 15 kilometrů od saského hlavního města Drážďany a má přibližně 5 100 obyvatel.

## Historie
První písemná zmínka pochází z roku 1350, kdy je ves uváděna jako Arnoldistorf. V roce 1974 se k Arnsdorfu připojila do té doby samostatná obec Kleinwolmsdorf a roku 1999 Fischbach a Wallroda. V roce 2002 byla obec přejmenována z dřívějšího názvu Arnsdorf bei Dresden na Arnsdorf.

## Správní členění
Arnsdorf se dělí na 4 místní části. Počet obyvatel je uveden k 4. dubnu 2022.
- Arnsdorf – 7,80 km², 2925 obyvatel
- Fischbach – 11,11 km², 1009 obyvatel
- Kleinwolmsdorf – 10,57 km², 486 obyvatel
- Wallroda – 6,31 km², 443 obyvatel

## Osobnosti
- Hans Bunge (1919–1990), režisér a dramaturg
- Wilhelm Knabe (1923–2021), vědec a politik
- Lothar Kreiser (* 1934), profesor klasické logiky a logické sémantiky
- Joachim Siebenschuh (* 1941), herec
- Günter Beyersdorff (* 1945), knihovník
- Gerulf Pannach (1948–1998), písničkář a textař
- Jürgen Schütze (1951–2000), dráhový cyklista